# Distanza di Minkowski
In matematica, la distanza di Minkowski è una distanza in uno spazio euclideo che può essere considerata una generalizzazione sia della distanza euclidea sia della distanza di Manhattan.

## Definizione

Cerchio unitario (luogo dei punti equidistanti dall'origine) per diversi valori di p.

La distanza di Minkowski di ordine {\displaystyle p} tra due punti {\displaystyle P=(x_{1},x_{2},\ldots ,x_{n})} e {\displaystyle Q=(y_{1},y_{2},\ldots ,y_{n})} in {\displaystyle \mathbb {R} ^{n}} è definita come:
{\displaystyle \left(\sum _{i=1}^{n}|x_{i}-y_{i}|^{p}\right)^{1/p}}
Questa distanza si usa tipicamente con {\displaystyle p=1} o {\displaystyle p=2}: il primo caso riconduce alla distanza di Manhattan, mentre il secondo rappresenta la distanza euclidea.
Per {\displaystyle p\geq 1} la distanza di Minkowski è una metrica, nel senso che soddisfa la disuguaglianza triangolare come conseguenza della disuguaglianza di Minkowski. Quando {\displaystyle p<1}, la distanza tra {\displaystyle (0,0)} e {\displaystyle (1,1)} è {\displaystyle 2^{1/p}>2}, ma il punto {\displaystyle (0,1)} è a distanza 1 da entrambi.
Nel caso limite in cui {\displaystyle p} tende a infinito si ha la distanza di Čebyšëv:
{\displaystyle \lim _{p\to +\infty }{\left(\sum _{i=1}^{n}|x_{i}-y_{i}|^{p}\right)^{\frac {1}{p}}}=\max _{i=1}^{n}|x_{i}-y_{i}|}
Per {\displaystyle p} che tende a {\displaystyle -\infty }, in modo simile si ha:
{\displaystyle \lim _{p\to -\infty }{\left(\sum _{i=1}^{n}|x_{i}-y_{i}|^{p}\right)^{\frac {1}{p}}}=\min _{i=1}^{n}|x_{i}-y_{i}|}